# Lívia Tóth
Lívia Tóth (* 7. Januar 1980) ist eine ungarische Hindernis- und Mittelstreckenläuferin.
Bei den Leichtathletik-Europameisterschaften 2002 in München schied sie über 1500 m im Vorlauf aus.
Nach ihrem Wechsel zum 3000-Meter-Hindernislauf schied sie 2005 bei den Leichtathletik-Weltmeisterschaften in Helsinki im Vorlauf aus, siegte bei der Universiade in Izmir, wurde Vierte beim Leichtathletik-Weltfinale in Monaco und gewann den Silvesterlauf Peuerbach.
Dreimal (2001, 2002, 2004) wurde sie ungarische Meisterin über 1500 m und siebenmal (2002–2005, 2008–2010) über 3000 m Hindernis. Nationale Hallentitel errang sie 2005 über 800 m sowie 2002, 2003 und 2005 jeweils über 1500 m und über 3000 m.
Lívia Tóth ist 1,76 m und wiegt 57 kg. Sie wird von László Koós Hutás trainiert und startet für den Veszprémi Egyetemi és Diák Atlétikai Club (VEDAC).

## Persönliche Bestzeiten
- 800 m: 2:04,86 min, 8. Juni 2003, Budapest
  - Halle: 2:08,27 min, 20. Februar 2005, Budapest
- 1500 m: 4:09,28 min, 31. Mai 2003, Florø
  - Halle: 4:12,07 min, 22. Februar 2003, Wien
- 3000 m: 8:58,53 min, 19. August 2002,	Linz
  - Halle: 9:04,65 min, 2. März 2003, Budapest
- 2000 m Hindernis: 6:11,63 min, 15. Juli 2006,	Danzig
- 3000 m Hindernis: 9:30,20 min, 9. September 2005, Monaco